# 三国故事
《三国故事》是中国作家林汉达编著的一部关于中国三国历史的通俗历史读物。作为《东周列国故事新编》、《前后汉故事新编》系列的第三部。内容包括从黄巾起义到三国归晋历史故事，在大事上根据历史记载，一些具体情节参考《三国演义》的故事，如貂蝉、跃马檀溪。是林汉达的遗作：1965年，林汉达基本完成，尚未出版。文革开始，1972年，林汉达受迫害去世。1978年，谢立林、倪海曙整理完成作者的遗稿，少年儿童出版社于1979年出版第一版。